# Берёза (Псковская область)
Берёза —  деревня Порховского района Псковской области России. Входит в состав сельского поселения «Дубровенская волость».

## География
Расположена на обоих берегах реки Ситня, в 36 км к северу от города Порхов и в 10 км к востоку от волостного центра, села Павы.

## История
До 3 июня 2010 года деревня входила в состав ныне упразднённой Берёзовской волости в качестве её административного центра. Законом Псковской области от 3 июня 2010 года включена в состав Павской волости (с. Павы). В 2015 году Павская волость была упразднена, деревня вошла в состав Дубровенской волости.

## Население
| 2001 | 2002 | 2010 |
| ---- | ---- | ---- |
| 171  | ↘156 | ↘95  |

Согласно результатам переписи 2002 года, в национальной структуре населения русские составляли 93 % от общей численности в 156  чел..

## Инфраструктура
Отделение почтовой связи Береза 182644.

## Транспорт
Проходит автодорога 58К-370 «Залужье — Берёза — Мокрицы». Остановка общественного транспорта